# Wincenty Kilarski
Wincenty Michał Kilarski (ur. 22 stycznia 1931 w Krakowie, zm. 21 lutego 2025) – polski profesor nauk przyrodniczych.

## Życiorys
W 1957 ukończył Uniwersytet Jagielloński. Uzyskał stopnie i tytuły naukowe: doktora (1961), doktora habilitowanego (1968), profesora nadzwyczajnego (1974) i profesora zwyczajnego (1980).
Był pracownikiem Wydziału Biologii Uniwersytetu Jagiellońskiego, kierownikiem Zakładu Anatomii Porównawczej, a następnie twórca i kierownik Zakładu Cytologii i Histologii oraz Pracowni Mikroskopii Elektronowej.
Twórca krakowskiej szkoły biologicznej mikroskopii elektronowej transmisyjnej i skaningowej. Wybitny specjalista z zakresu ultrastruktury komórek mięśniowych i naczyń włosowatych oraz struktury oocytów, znawca biologii, anatomii, histologii, histochemii, immunohistochemii i stereologii.
Członek rzeczywisty Polskiej Akademii Nauk, od 16 listopada 1989 członek czynny Polskiej Akademii Umiejętności. Wieloletni przewodniczący Komisji Mikroskopii Elektronowej PAN, Komitetu Biologii Komórki PAN oraz Komitetu Fizjologii i Patologii Mięśni.
Pochowany 18 marca 2025 na cmentarzu Rakowickim w Krakowie (kwatera LXXVIII-2-41).

## Publikacje
Wybrane publikacje:
- W. Kilarski, The fine structure of striated muscles in teleosts, „Zeitschrift fur Zellforschung und Mikroskopische Anatomie”, 79 (4), 1967, s. 562–580, DOI: 10.1007/BF00336313, PMID: 5598270.
- W. Kilarski, Z. Grodziński, The yolk of Holostean fishes, „Journal of Embryology and Experimental Morphology”, 21 (2), 1969, s. 243–254, PMID: 5387790.
- W. Kilarski, A. Jasiński, The formation of multivesicular bodies from the nuclear envelope, „The Journal of Cell Biology”, 45 (2), 1970, s. 205–211, DOI: 10.1083/jcb.45.2.205, PMID: 4327571, PMCID: PMC2107896.
- W. Kilarski, Y. Iwasaki, K.R. Porter, H. Koprowski, High Voltage Electron Microscopy of Human Brain Cells Infected with Vaccinia and Parainfluenzia 1 Viruses, „Journal de Microscopie et de Biologie Cellulaire”, 25 (1), 1976, s. 81–86.
- W.M. Kilarski, S. Rothery, G.M. Roomans, U. Ulmsten, M. Rezapour, Multiple connexins localized to individual gap-junctional plaques in human myometrial smooth muscle, „Microscopy Research and Technique”, 54 (2), 2001, s. 114–122, DOI: 10.1002/jemt.1126, PMID: 11455618.

## Odznaczenia i nagrody
- Krzyż Oficerski Orderu Odrodzenia Polski (2001)[9]
- Krzyż Kawalerski Orderu Odrodzenia Polski (1975)[1]
- „Laur Jagielloński” – nagroda Rektora UJ[10]